# Ričkovo olje
Ričkovo olje (tudi totrovo olje ali olje navadnega rička) je prehrambeno in zdravilno rastlinsko olje, pridelano iz navadnega rička (Camelina sativa), ki spada v družino križnic (Brassicaceae). V semenih navadnega rička oziroma totra se nahaja 30-45 % olja visoke hranilne in zdravilne vrednosti, sicer pa semena vsebujejo tudi do 30 % beljakovin. Za iztisk enega litra olja je potrebnih od 4 do 7 kg ričkovega semena. Olje je svetlo rjave barve, okrog 40% vseh maščobnih kislin v njem pa je polinenasičenih omega 6 kislin. Vsebuje tudi visok odstotek vitamina E, ki deluje kot antioksidant. 
V Sloveniji toter uspeva predvsem na Koroškem, kjer je tudi največ pridelovalcev tega olja.

## Zdravilnost
Ričkovo olje ima poleg prehrambenih lastnosti tudi dobro zdravilno učinkovanje na želodčne bolezni, zmanjševanje holesterola, lajša bolezni srca in ožilja, artritis, pomaga pa tudi pri predmenstrualnih in klimakterijskih težavah ter različnih alergijah in kožnih boleznih.